# Sir Thomas More
Sir Thomas More – sztuka opisująca losy Tomasza Morusa, pokazuje jego drogę do kariery, kanclerstwo i upadek. Znana jest z tego, że prawdopodobnie jej fragment został napisany przez Williama Shakespeare’a. Po raz pierwszy jego wkład w tę sztukę został zauważony w 1871 roku przez angielskiego badacza dzieł Szekspira, Richarda Simpsona. Obecnie jedyny egzemplarz znajduje się w zbiorach British Museum.
Pomijając liczne nieścisłości, jest pewne, że:
- Została napisana w latach 1591–1593, że szczególnym uwzględnieniem lat 1592–1593;
- Sztuka ta została napisana dla Lord Strange's Men, jedynej grupy aktorskiej, która mogła poradzić sobie z tak ogromnym przedsięwzięciem (łącznie zawierała kilkadziesiąt ról);
- Główna postać musiała przyswoić tekst liczący ponad 800 wersów. Jedyną postacią, która mogła poradzić sobie z rolą Tomasza Morusa był Edward Alleyn;
- Ze względu na specyficzne wymagania, takie jak duże rozmiary sceny, mogła być wystawiana tylko w Rose Theatre.